# Tuya (canción de Alejandra Guzmán)
Tuya (estilizado en mayúsculas) es una canción interpretada por la cantante y compositora mexicana Alejandra Guzmán. La canción fue lanzada oficialmente el 21 de octubre del 2022 en plataformas digitales a través de la discográfica Universal Music.

## Lista de canciones

### Descarga digital[3]
- 'Tuya' - 2:54

## Vídeo musical
El vídeo fue dirigido por Pablo Croce y es en blanco y negro la escenografía, mientras que la cantante está en diferentes escenarios como en una tina bañándose y diferentes poses.
Se publicó a su canal VEVO en YouTube el mismo día de lanzamiento y hasta ahora alcanzó más de 5 millones de reproducciones desde su estreno.

## Posicionamiento en listas
| Lista (2022)            | Mejor posición |
| ----------------------- | -------------- |
| México (Monitor Latino) | 21             |
| México (Spotify Charts) | 155            |

## Historial de lanzamiento
| Región | Fecha                 | Formato                     | Discográfica                            | Ref. |
| ------ | --------------------- | --------------------------- | --------------------------------------- | ---- |
| Varios | 21 de octubre de 2022 | Descarga digital, Streaming | Universal Music, Universal Music México |      |